# Барбара Кент
Барбара Кент (англ. Barbara Kent; 16 грудня 1907 — 13 жовтня 2011), при народженні Клаутман (англ. Cloutman) — канадо-американська акторка, популярна в Голлівуді в епоху німого кіно. Довгожителька.

## Біографія
Барбара Клаутман народилася в невеликому канадському селі Гедсбай в провінції Альберта 16 грудня 1907 року. 1925 року вона перемогла у конкурсі Міс Голлівуд, а через рік почала кінокар'єру невеликою роллю у фільмі «Universal Studios» «Зломщики ночі». У кіно добре показала себе як комедійна акторка, хоча мала й серйозні драматичні ролі в таких фільмах, як «Плоть і диявол» (1926), «Сучасні матері» (1928) і «Вечірка» (1929).
Привернула до себе увагу публіки 1927 року після виходу фільму «Нелюдський закон», в одній зі сцен якого вона плавала голою. Популярність фільму призвела до того, що в тому ж році акторка ввійшла до списку «WAMPAS Baby Stars». 1929 року успішно перейшла до звукового кіно. У наступні роки залишалася популярною, добре себе показала у фільмах «Ярмарок марнославства» (1932) і «Олівер Твіст» (1933).
Її кар'єра в кіно обірвалася 1934 року, коли Барбара одружилася з голлівудським продюсером Гаррі Е. Едінгтоном. Через рік вона спробувала повернутися на великий екран, але її ролі виявилися вже непопулярними і 1935 року вона остаточно залишила кіно.
Після смерті чоловіка в 1949 році Барбара Кент перестала з'являтися на публіці і незабаром усамітнилася в пансіонаті в Сан-Валлі, штат Айдахо, відмовляючись давати будь-які інтерв'ю. Акторка померла 13 жовтня 2011 року в каліфорнійському місті Палм-Дезерт у віці 103 років.

## Фільмографія
- 1926: Плоть і диявол / Flesh and the Devil — Герта
- 1928: Сучасні матері / Modern Mothers — Мілдред
- 1929: Ласкаво просимо, небезпека / Welcome Danger — Біллі Лі
- 1929: Ногами вперед / Feet First — Барбара
- 1931: Нескромний / Indiscreet — Джоан Трент
- 1932: Емма / Emma — Гіпсі
- 1932: Ярмарок марнославства / Vanity Fair — Амелія Седлі
- 1933: Олівер Твіст / Oliver Twist — Роза Мейлі